# 叶培
叶培（1910年8月26日—2002年4月22日），男，汉族，1910年8月出生，广西融水人，中华人民共和国儿科专家。
1934年7月毕业于上海国立同济大学，毕业后任上海宝隆医院、南宁军区医院外科医师。
1936年6月至1939年3月得到公费赞助资格赴德国汉堡大学、柏林大学、瑞士苏黎世大学留学，获医学博士学位。
学成归国后，1939年3月至1948年8月任广西柳州省立医院儿科主任、桂林广西省医学院儿科副教授、教授，兼附属医院主任；又任桂林广西医学院院长，兼附属医院院长、教授，兼广西省立桂林高级护士助产学校校长。
1948年8月至1951年12月柳州市和广东中山县开业、曾至澳门受聘于镜湖医院。
受邀从澳门回到广西后，1951年12月至1953年3月任柳州市立人民医院院长，1953年3月至1967年1月任广西省（自治区）卫生厅副厅长、兼广西医学院科研部主任、教授、自治区人民医院院长。
1967年1月至1977年“文革”期间受冲击，1971年5月至1977年12月调配广西妇幼保健院儿科负责人。
1977年12月至1988年1月任政协广西壮族自治区第四、五届委员会副主席。
1979年至1990年担任广西医学院副院长及广西医学院教授。1990年12月退休。
曾任广西壮族自治区政协副主席，第二、三届全国人大代表，第五、六届全国政协委员。